# Víktor Gavrikov
Víktor Gávrikov (en ruso: Виктор Николаевич Гавриков); (Criuleni el 29 de julio de 1957-Burgas, 27 de abril de 2016) fue un jugador de ajedrez lituano-suizo, que ostentó el título de Gran Maestro desde 1984. Fue uno de los mejores jugadores soviéticos de los años 1980, y ganó el Campeonato de ajedrez de la Unión Soviética en 1985.
En la lista Elo de la FIDE de abril de 2016, tenía un Elo de 2514 puntos, lo que le convertía en el jugador número 6 de Lituania. Su máximo Elo lo alcanzó en julio de 2002, con 2581 puntos.

## Trayectoria
Gávrikov nació en Criuleni (entonces en la República Socialista Soviética de Moldavia, actualmente en la República de Moldavia), pero se formó en la República Socialista Soviética de Lituania. Tras la disolución de la Unión Soviética, emigró a Suiza, país del que adoptó la nacionalidad, aunque no jugó internacionalmente bajo bandera suiza, sino lituana.
En 1978, ganó, ex aequo con Gintautas Piešina el Campeonato de ajedrez de Lituania en Vilna. A comienzos de la década de 1980, se convirtió en uno de los mejores jugadores soviéticos, en 1983 ganó el Campeonato de la Unión Soviética sub-26, y en 1985 consiguió un gran éxito al ganar el 52 º Campeonato de ajedrez de la Unión Soviética celebrado en Riga (empatado con MijaÍl Gurévich y Alexander Chernin). En 1986 fue subcampeón de la URSS, en Kiev (el campeón fue Vitaly Tseshkovsky). En 1988 fue segundo en el Campeonato del mundo de partidas rápidas celebrado en Mazatlán (el campeón fue Anatoli Karpov)
En 1993, empató el primer lugar en el Torneo Internacional de Barcelona (con Vladimir Tukmakov y Eugeny Solozhenkin). En 1994 ganó el Torneo de ajedrez de Biel. En 1996, fue campeón de Suiza en Arosa, y en 2000 empató el primer lugar en el Campeonato de ajedrez de Lituania, con la ajedrecista Viktorija Čmilytė. En 2010 se trasladó a vivir a Bulgaria donde fue entrenador de algunos Grandes Maestros del país como Grigor Grigorov. En 2015 se incorporó a la revista Modern Chess Magazine, donde escribió habitualmente.
Una de sus partidas más destacada y conocida es una derrota contra Gari Kaspárov en Frunze, 1981.